# Migonys
Migonys är en ort i Litauen. Den ligger i den nordöstra delen av landet, 120 km norr om huvudstaden Vilnius. Migonys ligger 108 meter över havet och antalet invånare är 132.
Terrängen runt Migonys är mycket platt. Runt Migonys är det ganska glesbefolkat, med 22 invånare per kvadratkilometer. Närmaste större samhälle är Kupiskis, 10,1 km norr om Migonys. Omgivningarna runt Migonys är en mosaik av jordbruksmark och naturlig växtlighet.